# Geme-Enlila
Geme-Enlila (Transliteration: Géme-dEn-líl-lá; Géme-Enlil-ak) war eine Königin von Ur und Ehefrau des letzten Königs der 3. Dynastie von Ur, Ibbi-Sîn. Nach mittlerer Chronologie lebte sie im ausgehenden 21. vorchristlichen Jahrhundert. Sie ist bisher in insgesamt vier Texten mit voller Titulatur bezeugt.
Daneben existiert eine Reihe von Texten, in welchen nur ihr Name ohne Titulatur genannt wird. Dass neben ihr auch eine Prinzessin sowie eine Ninurta-Priesterin dieses Namens bekannt sind, hat für einige Diskussionen gesorgt. Teilweise wurde vermutet, dass sie Schwester Ibbi-Sîns war – damit handelte es sich hier um einen singulären Fall einer Geschwisterehe. Hiergegen spricht jedoch, dass dies zu chronologischen Problemen führt und dass Texte die Lieferung von Waren an mehrere Personen dieses Namens bezeugen. Daher dürfte zwischen diesen Personen zu differenzieren sein. Woher die Königin stammt, ist daher unbekannt.